# Montjoie-le-Château
Montjoie-le-Château é uma comuna francesa na região administrativa de Borgonha-Franco-Condado, no departamento de Doubs. Estende-se por uma área de 5,39 km². Em 2010 a comuna tinha 26 habitantes (densidade: 4,8 hab./km²).